# Twenty (Boyz II Men)
Twenty è il decimo album discografico in studio del gruppo musicale statunitense Boyz II Men, pubblicato nel 2011.

## Tracce
CD 1
1. Believe – 3:30
2. So Amazing – 4:37
3. Put Some Music On – 4:15
4. Slowly – 4:21
5. More Than You'll Ever Know (feat. Charlie Wilson) – 4:09
6. I Shoulda Lied – 4:06
7. Benefit of a Fool – 3:52
8. Refuse to Be the Reason – 4:49
9. One More Dance – 4:33
10. Will You Be There – 4:15
11. Flow – 3:40
12. One Up For Love – 3:28
13. End of the Day (feat. Atsushi Sato (EXILE) - Japan bonus track) – 3:57

CD 2
1. Motownphilly – 3:50
2. On Bended Knee – 5:35
3. Four Seasons of Loneliness – 4:58
4. Water Runs Dry – 3:25
5. A Song For Mama – 5:10
6. It's So Hard to Say Goodbye to Yesterday – 3:01
7. I'll Make Love to You – 4:00
8. End of the Road – 5:33
9. Not Like You – 4:35